# Бёрнет, Фрэнк Макфарлейн
Сэр Фрэнк Макфарлейн (Мак) Бёрнет (англ. Frank Macfarlane (Mac) Burnet; 3 сентября 1899, Траралгон, Виктория, Британская империя — 31 августа 1985, Мельбурн, Виктория, Австралия) — австралийский вирусолог-иммунолог. Лауреат Нобелевской премии по физиологии или медицине (1960).
Бёрнет родился в семье менеджера банка. С детства увлекался естественными науками. Он получил степень доктора медицины в 1924 году, в возрасте 25 лет, а также степень доктора философии по медицине в 1928 году. В 1954 году он стал одним из основателей австралийской академии наук, а с 1965 по 1969 год являлся её президентом.
Бёрнет был самым титулованным учёным в истории австралийской науки. Рыцарь-бакалавр, обладатель Ордена Австралии, британского ордена заслуг, Превосходнейшего ордена Британской империи, Стипендиат Австралийской Академии наук и Член Лондонского королевского общества. Помимо этого, Макфарлейн является первым в истории «Австралийцем года». Премия была присуждена ему в год вручения Нобелевской премии за огромный вклад в развитие австралийской науки.

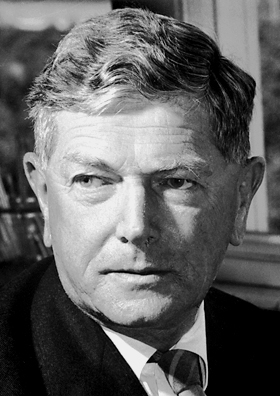

## Биография
Фрэнк Макфарлейн Бёрнет родился 3 сентября 1899 года в городе Траралгон в британской колонии Виктория. Его отец Фрэнк Бёрнет был менеджером отделения колониального банка, а дед по отцу — архитектором в Глазго. Фрэнк-старший эмигрировал в Викторию в 1880 году. Как пишет учёный из Квинсленда и биограф Бёрнета Кристофер Секстон, владелец корабля описал его отца как «типичного джентльмена из Оксфорда». Мать Макфарлейна Хадасса Поллок Бёрнет (урождённая Маккей) также происходила из Шотландии, её отец был эмигрантом среднего класса из того же Глазго. Они работали вместе в городке Коройт, там познакомились и поженились. На момент рождения сына Фрэнку-старшему было 36, а жена была на 14 лет моложе. Несмотря на шотландское происхождение, оба супруга посещали англиканскую, а не пресвитерианскую или католическую церковь. Макфарлейн — второй ребёнок в семье из семи, у него была старшая сестра Доррис, родившаяся весной 1896 года, две младшие сестры Клэр (1901) и Мари (1905) и три младших брата — Аллан (1903), Гордон (1908) и Ян (1911).
В детстве Мак увлекался изучением естественных наук и любил собирать жуков. Первоначально он поступил в Джилонг-колледж, который закончил в 1917 году, после чего был принят в медицинское отделение Ормонд-колледжа при Мельбурнском университете. В 1922 году им был получен диплом бакалавра, а следом — магистра медицины.
В дальнейшем Бёрнет продолжил обучение и подготовку по направлению патологии в мельбурнской больнице. Вся дальнейшая жизнь и профессиональная деятельность Бёрнета так или иначе была связана с этой больницей, хотя, помимо этого, он преподавал в Мельбурнском университете, получив в нём профессорскую степень по экспериментальной медицине в 1944 году. Директор Института медицинских исследований Уолтера и Элизы Холл (1944—1965).
Член-основатель Академии наук Австралии (1954) и её президент в 1965—1969 годах.

## Основные работы
Основные исследования посвящены экологии вирусов, взаимоотношениям вирусов и их «хозяев», механизму размножения вирусов, их изменчивости. Впервые изучил возбудителя ку-лихорадки, которому присвоено его имя (Rickettsia burnetii). Вирусные болезни человека Бёрнет рассматривает с эволюционной и экологической точек зрения.
Наиболее известен своими работами в области иммунологии. Является автором клонально-селективной теории иммунитета и первооткрывателем явления иммунотолерантности; за последнее открытие получил Нобелевскую премию.

## Награды и признание
За свою деятельность удостоен множества почётных наград:
- 1935 — Премия Стюарта[англ.] от Британской медицинской ассоциации[англ.];
- 1938 — Премия Уолтера Берфитта от Королевского общества Нового Южного Уэльса[англ.];
- 1939 — Медаль Чиленто от Австралийского института анатомии[англ.]
- 1947 — Королевская медаль от Лондонского королевского общества, «За выдающиеся работы по бактериофагам, вирусам и иммунитету; за вклад в изучение инфекционных болезней как экологического явления»[19].
- 1950 — Croonian Lecture, название лекции: «The interaction of virus and cell-surface.»
- 1952 — Премия Альберта Ласкера за фундаментальные медицинские исследования, «За коренное изменение наших знаний о вирусах и о наследовании ими характеристик»[20].
- 1953 — Коронационная медаль Елизаветы II
- 1954 — Медаль Джеймса Кука[англ.]
- 1958 — Орден Заслуг
- 1959 — Медаль Копли, «In recognition of his distinguished contributions to knowledge of viruses and of immunology.»
- 1959 — Croonian Lecture, название лекции: «Auto-Immune Disease.»
- 1959 — Matthew Flinders Medal and Lecture[англ.]
- 1960 — Австралиец года
- 1960 — Нобелевская премия по физиологии или медицине, «За открытие приобретенной иммунной толерантности (переносимости)» (совместно с Питером Брайаном Медаваром)[21].
- 1961 — Орден Восходящего солнца 2 степени
- 1962 — Медаль Мюллера[англ.]
- 1969 — Рыцарь-Командор Ордена Британской империи
- 1977 — Медаль Серебряного юбилея королевы Елизаветы II
- 1978 — Рыцарь Ордена Австралии

В его честь названа Медаль Фрэнка Макфарлейна Бёрнета. Вручается с 1971 года Австралийской академией наук.

## Сочинения
- Viruses and man, L., 1953.
- Principles of animal virology, N. Y., 1955.
- Integrity of the body, Camb. (Mass.), 1962; в рус. пер. — Целостность организма и иммунитет / Перевод с англ. А. М. Оловникова ; Под ред. и с предисл. чл.-кор. АН СССР В. Л. Рыжкова. — Москва : Мир, 1964. — 184 с.

## Первоисточники
- Бёрнет Фрэнк Макфарлейн. Целостность организма и иммунитет = The integrity of the body: a discussion of modern immunological ideas : [пер. с англ.] / пер. Оловников А. М. под ред. Рыжкова В. Л., предисловие Рыжкова В. Л.. — иллюстрированное. — М. : Мир, 1964. — 184 с.
- Burnet Frank Macfarlane. Changing Patterns: An Atypical Autobiography :  [англ.]. — Melbourne : American Elsevier Publishing Company, 1969. — 282 p. — ISBN 9780444197030.
- Burnet Frank Macfarlane. Immunological recognition of self :  [англ.]. — Nobel Lecture. — Stockholm : Nobel Foundation, 1960. — 12 December. — 12 p.
- Burnet Frank Macfarlane. Natural History of Infectious Disease. — 2-st edition, reprinted. — Cambridge, Eng. : Cambridge University Press, 1972. — 278 p. — ISBN 9780521096881.